# Sint-Bonifatiuskerk (Wiesbaden)
De Sint-Bonifatiuskerk is de belangrijkste katholieke parochiekerk in Wiesbaden, de hoofdstad van de Duitse deelstaat Hessen. Het huidige godshuis werd voornamelijk in neogotische stijl van 1844 tot 1849 gebouwd naar ontwerp van Philipp Hoffmann. De tweelingtorens domineren de aangrenzende Luisenplatz.

## Geschiedenis

### De eerste Bonifatiuskerk

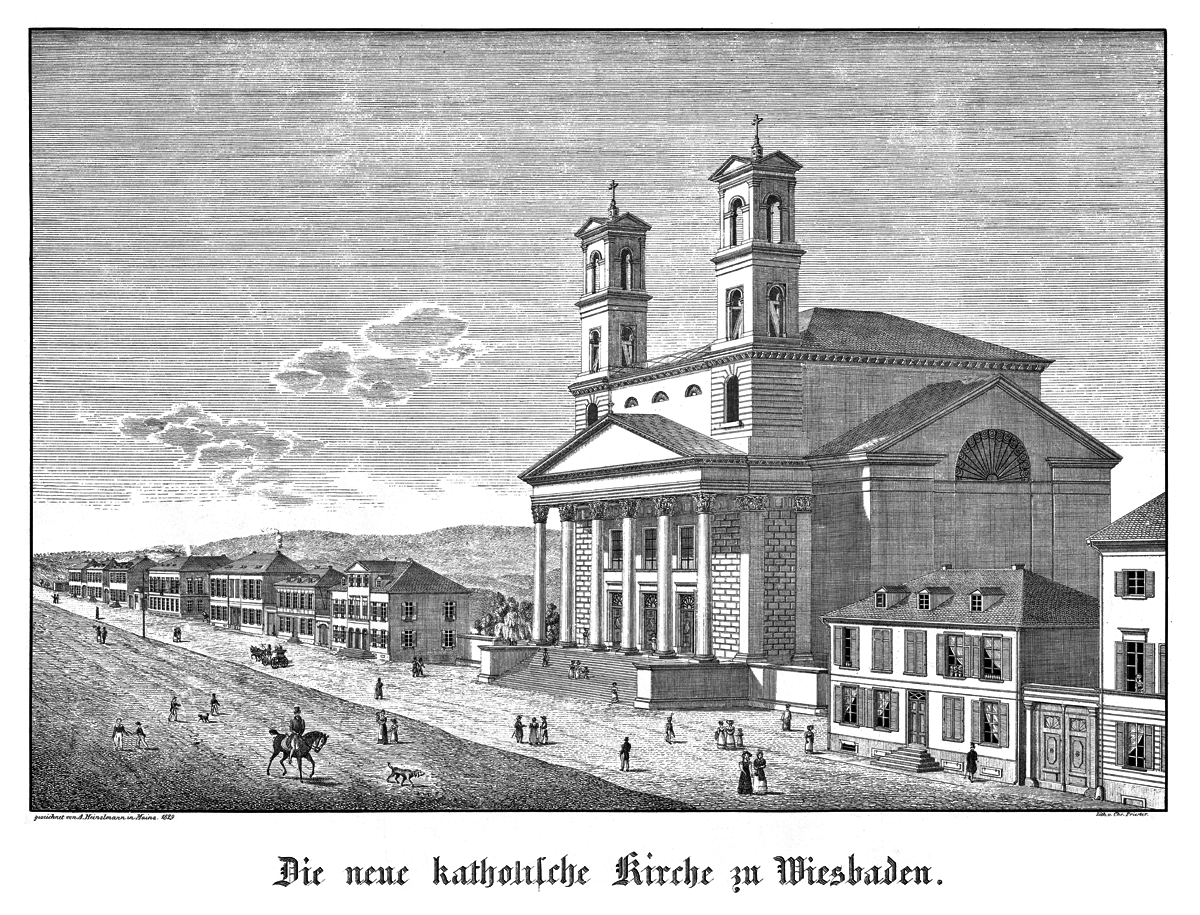
De eerste Bonifatiuskerk

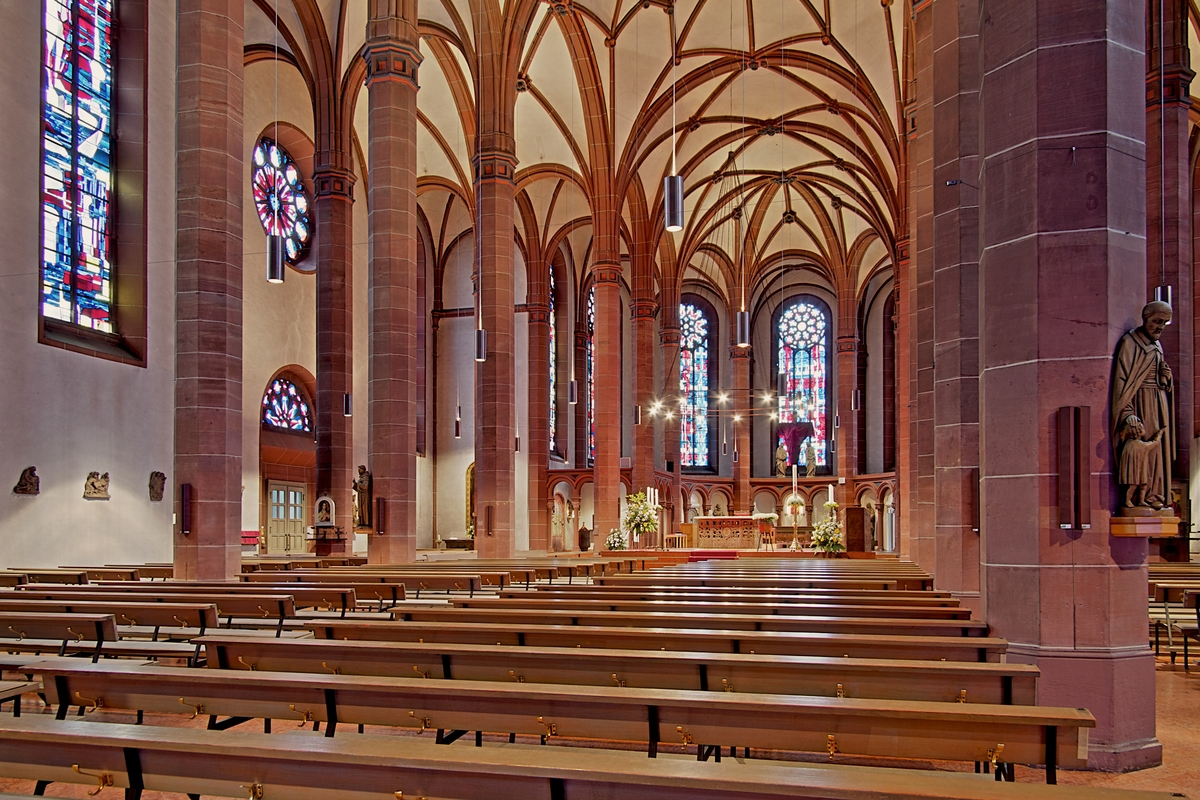
Interieur huidige Bonifatiuskerk

Tijdens de reformatie koos Wiesbaden de zijde van het protestantisme; de eerste katholieke parochie werd pas weer gesticht in het jaar 1800. De katholieken kerkten in eerste instantie in een huiskerk aan de Marktstraße. Wiesbaden ontwikkelde zich als centrum van de spacultuur en door de bevolkingsgroei groeide ook het aantal katholieke inwoners. De huiskerk aan de Marktstraße werd dus al spoedig te klein. De Hertog van Nassau stelde daarom een stuk grond ter beschikking dat grensde aan de Luisenplatz. Van 1829 tot 1831 bouwde Friedrich Ludwig Schrumpf hier een streng neoclassicistisch gebouw. Het gebouw kreeg een forse portico en twee torens, maar stortte al spoedig na de voltooiing in. De oorzaak lag vermoedelijk in de zwakke fundering op de ooit door vijvers bedekte vlakte voor de voormalige stadsvesting.

### De tweede Bonifatiuskerk
Nadat er kortstondige plannen bestonden voor de bouw van een slot aan de Luisenplatz, dat echter in 1839-1841 verrees aan de Marktplatz, kreeg de jonge bouwmeester Philipp Hoffmann op 24 mei 1843 de nieuwe opdracht om de kerk te bouwen. Hoffmann ontwierp een neogotisch gebouw met romaanse invloeden en elementen die men later ook in de jugendstil zou aantreffen. Op 5 juni 1845, de feestdag van de heilige Bonifatius, vond de eerstesteenlegging plaats. De plechtige wijding van het interieur van de kerk vond op 19 juni 1849 door de Limburgse bisschop Peter Josef Blum plaats. Vanaf het begin van de bouw zat er een fors gat in de begroting en de voortgang in de bouw werd dan ook vertraagd door geldgebrek. De gevel werd niet eerder voltooid dan in 1856, en de beide torens van 68 meter hoogte kwamen pas in 1866 gereed. Met de hoogte van deze torens concurreert de Bonifatiuskerk met de in 1862 voltooide en vijf torens tellende protestantse Marktkerk.
Bij een luchtaanval tijdens de Tweede Wereldoorlog liep de kerk zware beschadigingen op. Op 2 februari 1945 werden alle ramen, het dak en een deel van de gewelven verwoest. Tot 1949 werd de schade weggewerkt, maar de verwoeste gewelven werd door een provisorische constructie van balken vervangen. In 1965 vond een grondige renovatie plaats waarbij ook de gewelven weer hersteld werden. Daarbij werd ook het interieur in de geest van het Tweede Vaticaanse Concilie volledig opnieuw ingericht.
De Sint-Bonifatiuskerk is het grootste en belangrijkste katholieke godshuis van Wiesbaden. Het koor van de Sint-Bonifatiuskerk met meer dan 100 leden geniet een grote bekendheid.

## Afbeeldingen

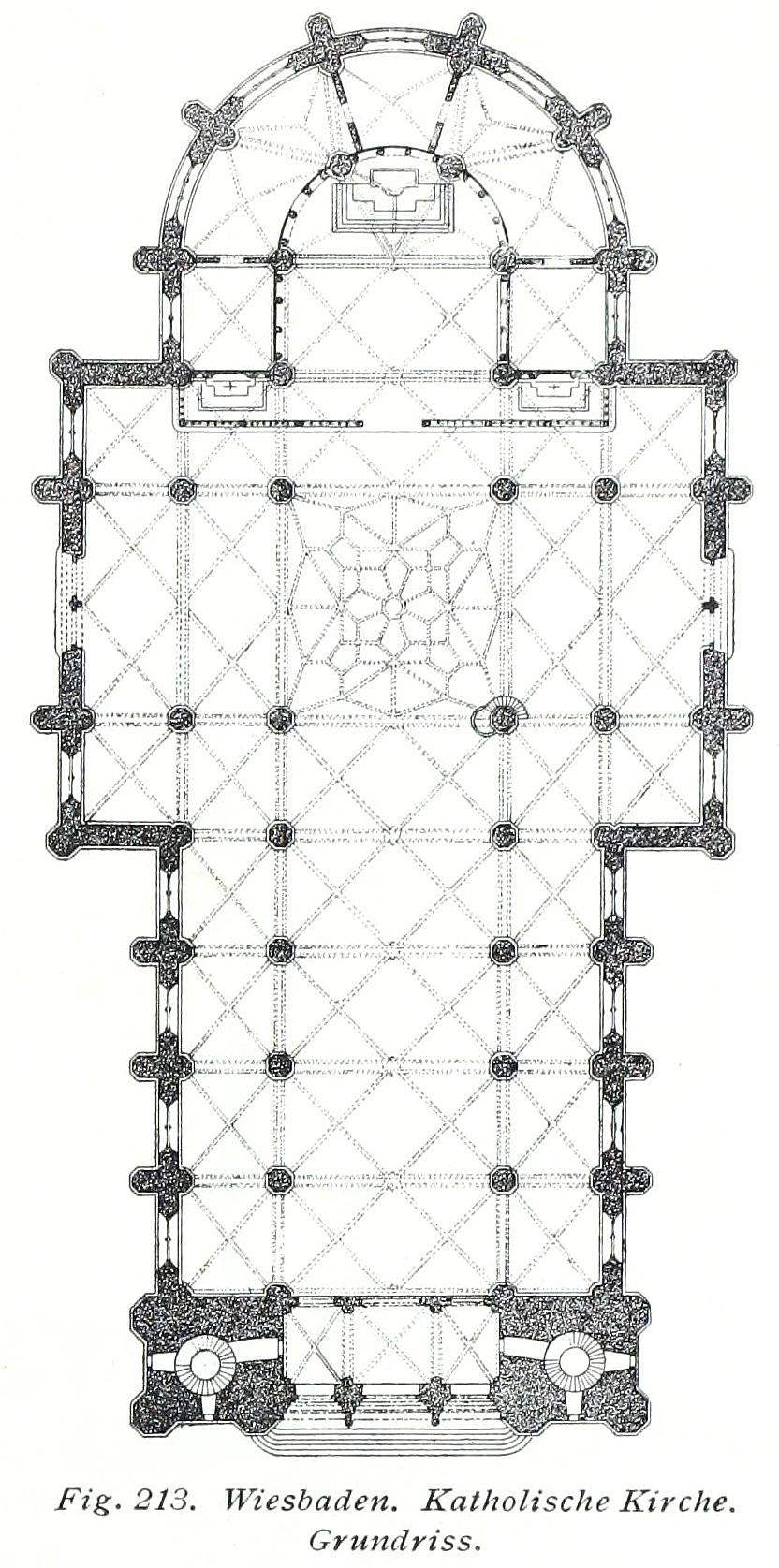
Plattegrond
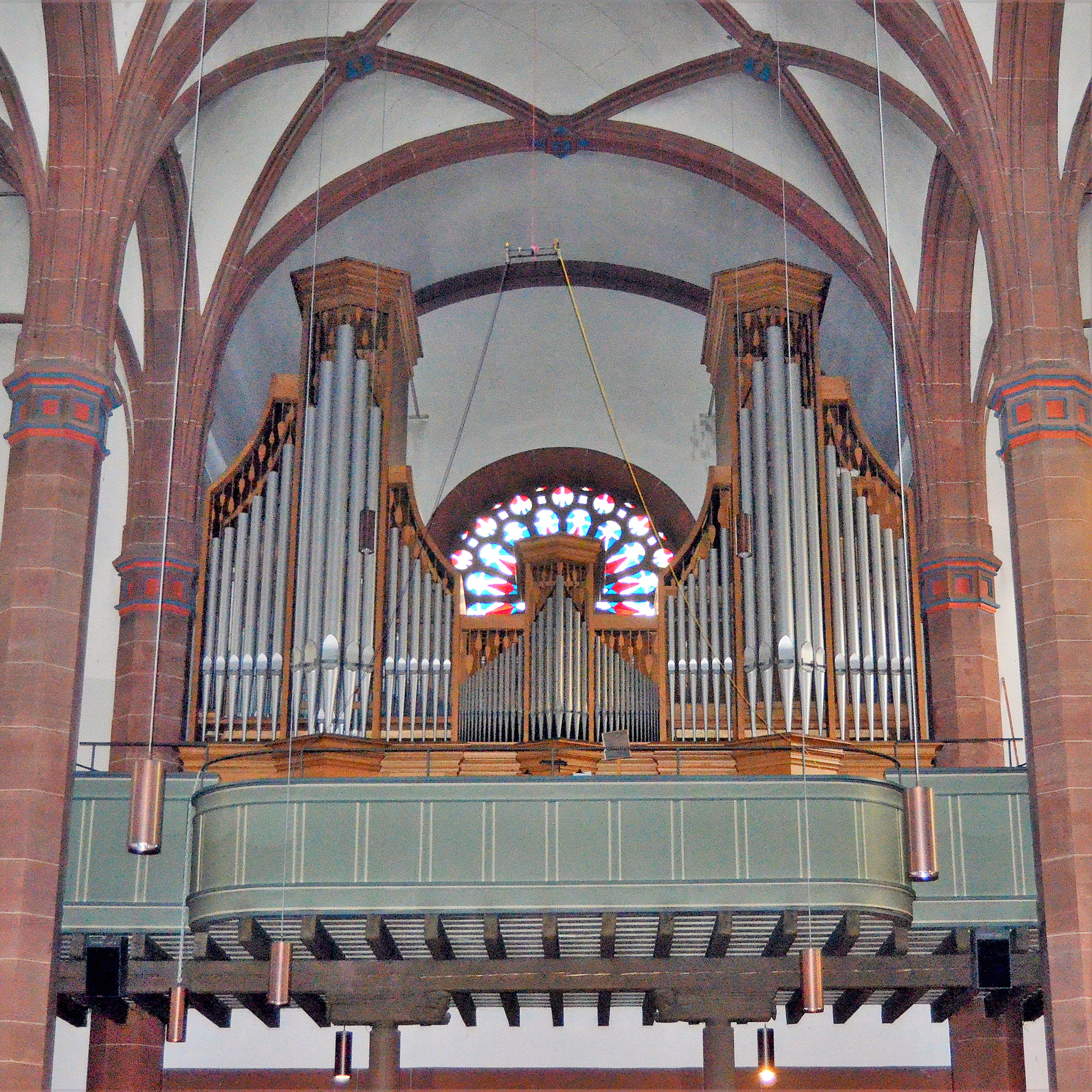
Orgelgalerij
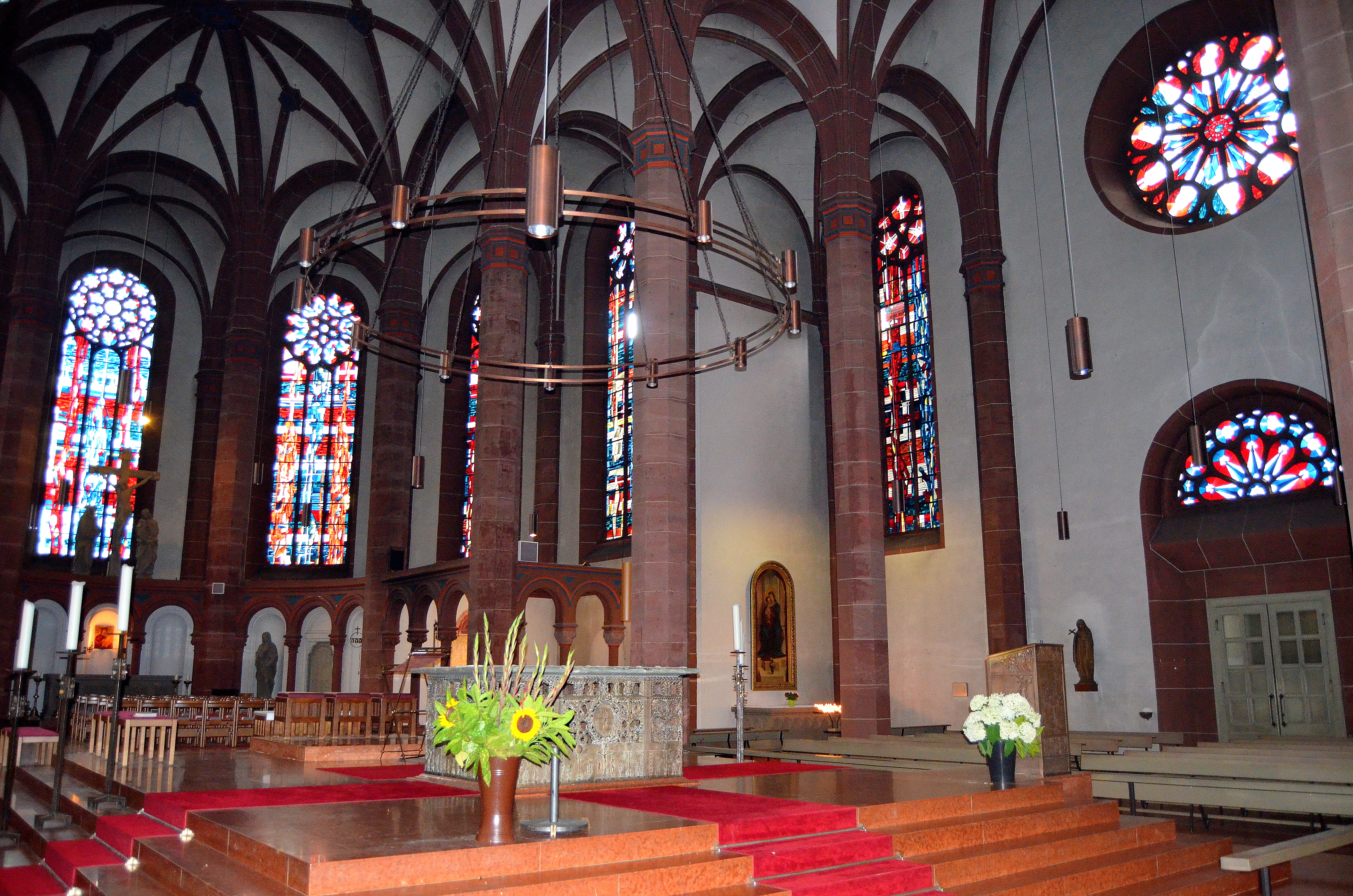
Altaarruimte
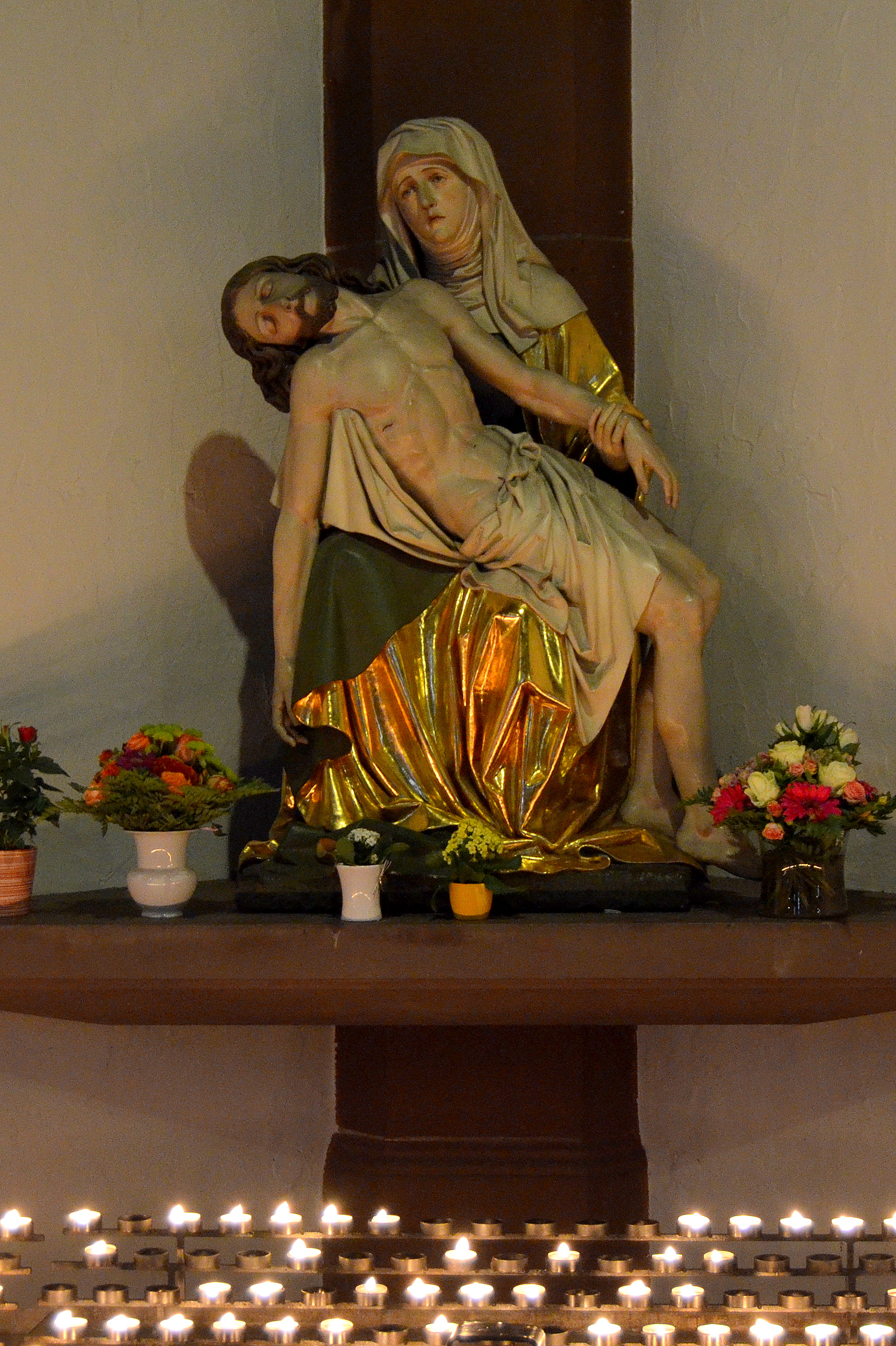
Piëta
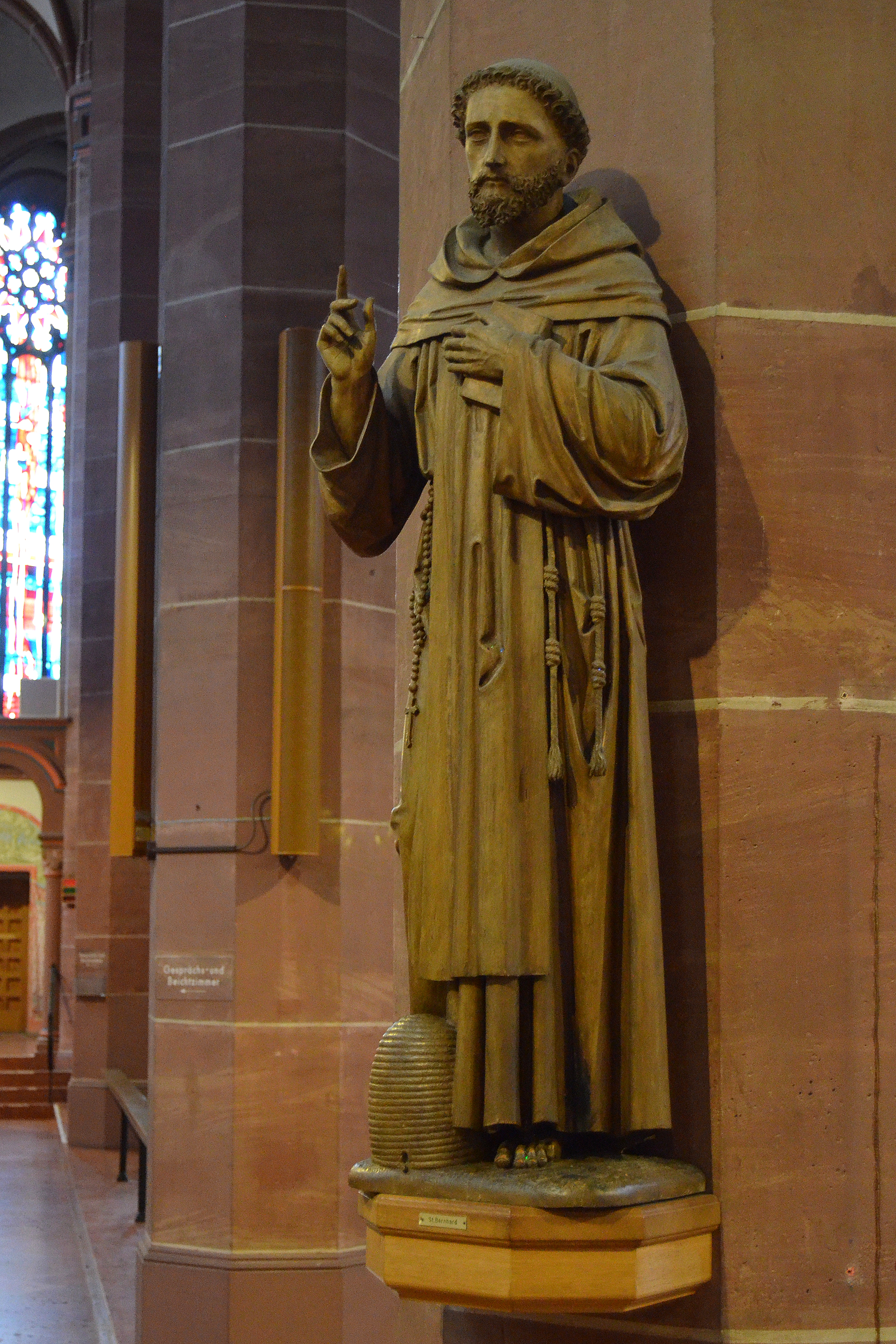
Beeld Bernardus van Clairvaux
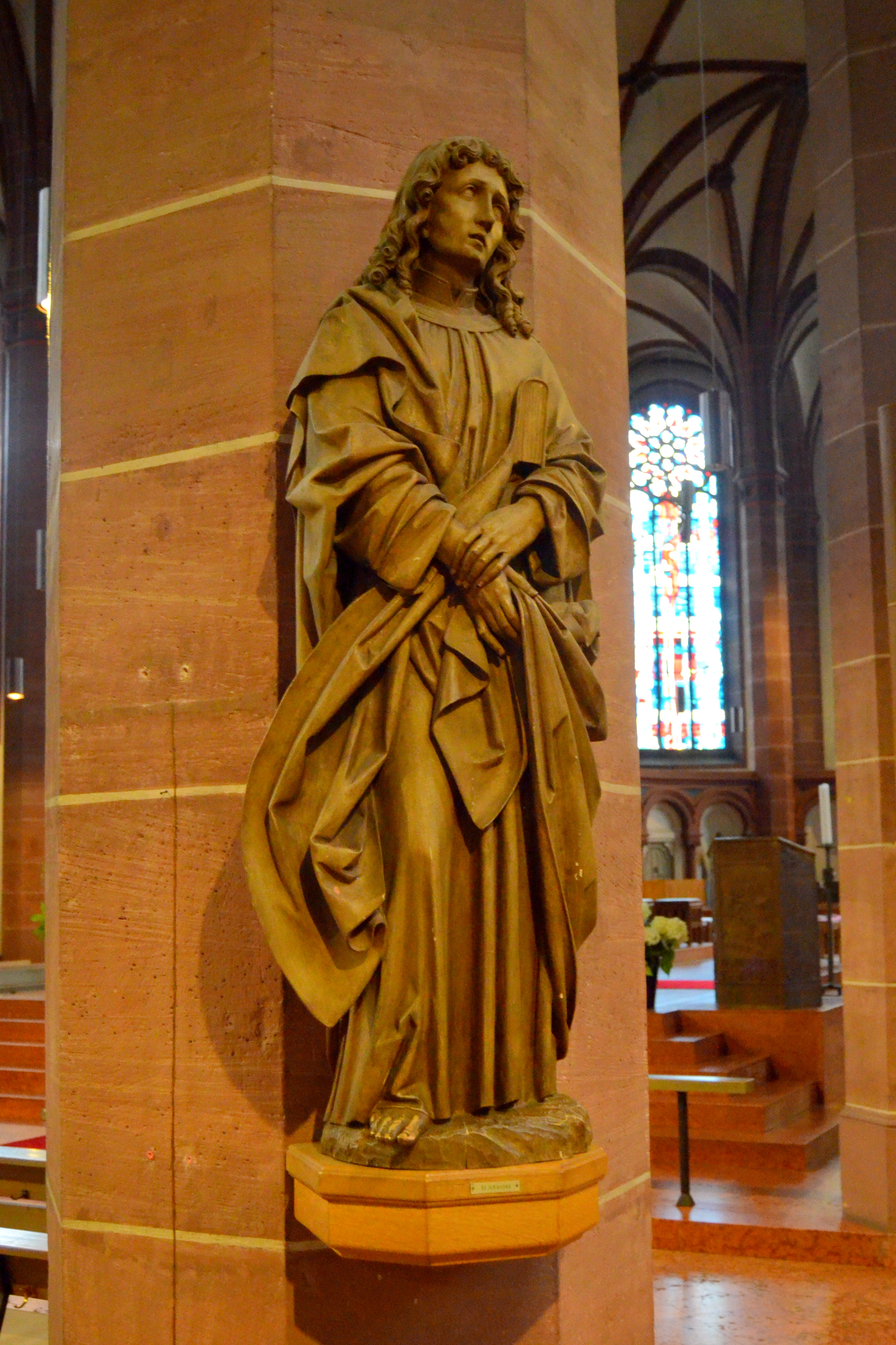
Beeld Sint-Johannes